# Phreatobius sanguijuela
Phreatobius sanguijuela är en fiskart som beskrevs av Fernández, Saucedo, Carvajal-vallejos och Schaefer 2007. Phreatobius sanguijuela ingår i släktet Phreatobius och familjen Heptapteridae. Inga underarter finns listade i Catalogue of Life.